# Architetture di Taranto
Questa lista è suscettibile di variazioni e potrebbe essere incompleta o non aggiornata.

Questo è un elenco in ordine alfabetico delle architetture presenti a Taranto o nel suo territorio storico: fortezze, palazzi e case appartenute alle personalità illustri della città, nonché chiese, conventi ed i più importanti luoghi di culto. 

## A
- Sant'Agostino (chiesa di)
- Padri Alcantarini (convento dei)
- Amati (palazzo)
- Ammiragliato (palazzo dell')
- Sant'Andrea degli Armeni (chiesa di)
- Sant'Anna (chiesa di)
- Sant'Antonio (chiesa di)
- Aragonese (castello)
- Arcivescovile (palazzo)
- Arcivescovile (seminario)

## B
- Battendieri (convento dei)
- BESTAT (centro direzionale)

## C
- Cacace (palazzo)
- Caduti (monumento ai)
- Calò (palazzo)
- Capitignano (masseria)
- Cappuccini (convento dei)
- Carducci Agustini (palazzo)
- Carducci Artenisio (palazzo)
- Carmine (chiesa del)
- Catapano (palazzo)
- Cristo del Mare (statua del)
- San Cataldo (cattedrale di)
- Santa Caterina (chiesa di)
- Santa Chiara (chiesa di)
- Circolo Ufficiali Marina Militare (Ferdinando Acton)
- Città (palazzo di)
- Ciura (palazzo)
- Mario Pasquale Costa (casa di)
- SS. Croce (chiesa della)
- Concattedrale Gran Madre di Dio

## D
- D'Aquino (palazzo)
- D'Ayala Valva (palazzo)
- De Beaumont Bonelli (palazzo)
- De Bellis (palazzo)
- De Laclos (fortezza)
- Delli Ponti (palazzo)
- De Notaristefani (palazzo)
- Di Stani (palazzo)
- San Domenico Maggiore (chiesa di)
- San Domenico Maggiore Monteoliveto (convento di)
- Dorico (tempio)

## E
- Sant'Egidio Maria (casa di)
- Erasmo Iacovone (stadio)

## F
- Festoni (tomba dei)
- Fornaro (palazzo)
- San Francesco d'Assisi (convento di)
- San Francesco di Paola (chiesa di)

## G
- Galeota (palazzo)
- Galizia (palazzo)
- Gallo (palazzo)
- Gallo (torre del)
- Gennarini (palazzo)
- Girevole (ponte)
- San Giuseppe (chiesa di)
- Governo (palazzo del)
- Gran Madre di Dio (Concattedrale)
- San Gaetano (Chiesa di)

## I
- Ipogeiche (chiese)

## L
- Latagliata (palazzo)
- San Leonardo (cappella di)

## M
- Madonna delle Grazie (chiesa della)
- Madonna della Salute (santuario della)
- Magnini (palazzo)
- Santa Maria del Galeso (chiesa di)
- Santa Maria della Giustizia (monastero di)
- Santa Maria di Costantinopoli (chiesa di)
- Maria SS. del Monte Carmelo (chiesa di)
- Marinaio (monumento al)
- SS. Medici Cosma e Damiano (chiesa dei)
- San Michele (chiesa di)
- Militare Marittimo (arsenale)

## O
- Orologio (torre dell')

## P
- Padula (palazzo)
- Giovanni Paisiello (casa di)
- PalaMazzola
- Pantaleo (palazzo)
- San Paolo (chiesa di)
- San Pasquale (chiesa di)
- San Pasquale (convento di)
- SS. Pietro e Andrea (chiesa dei)
- SS. Pietro e Andrea (masseria)
- Porta Napoli (ponte di)
- Poseidone (tempio di)
- Poste (palazzo delle)
- Punta Penna Pizzone (ponte)

## R
- Raimondello (torre di)
- Redentore (cripta del)
- Rosa dei Venti (fontana della)
- Rossarol (caserma)

## S
- Saraceno (palazzo)
- Savino Amelio (palazzo)

## T
- Troilo (palazzo)
- Triglio (acquedotto del)

## U
- Uffici (palazzo degli)
- Ulmo (palazzo)

## V
- Valentino Mazzola (stadio)
- Visconti (palazzo)

## Z
- Zigrino (palazzo)